# Scottish Prohibition Party
Die Scottish Prohibition Party war eine kleine schottische politische Partei, die sich für die Prohibition einsetzte.

## Geschichte
Die Partei wurde 1901 gegründet. In ihren Gründungsjahren fungierte Bob Stewart als hauptberuflicher Organisator der Partei. Im Jahr 1908 wurden Stewart und Edwin Scrymgeour in den Stadtrat von Dundee gewählt.
Ab der Nachwahl von 1908 kandidierte Scrymgeour für die Partei im Wahlkreis Dundee. Stewart fungierte 1910 als sein Wahlhelfer, jedoch überwarfen sich die beiden im Laufe der Zeit wegen Glaubensfragen und er trat mit seiner neuen Socialist Prohibition and Reform Party aus der Partei aus, die 1920 mit der Communist Party of Great Britain fusionierte.
Edwin Scrymgeour wurde schließlich bei den Parlamentswahlen 1922 zum Abgeordneten für Wahlkreis Dundee gewählt, als er und der Labour-Kandidat E. D. Morel die Kandidaten der Nationalliberalen besiegten, darunter den späteren Premierminister Winston Churchill. Im Parlament unterstützte er in anderen Fragen als dem Verbot im Allgemeinen die Labour Party.
Scrymgeour verlor seinen Sitz bei den Parlamentswahlen 1931, womit auch die Partei ihren einzigen Sitz im House of Commons verlor. Die Partei wurde 1935 gegen den Willen von Scrymgeour aufgelöst.

## Wahlergebnisse
Die folgende Tabelle zeigt die Wahlergebnisse der Scottish Prohibition Party bei Unterhauswahlen in Schottland.
| Wahl                    | Stimmenanteil | Sitze |
| ----------------------- | ------------- | ----- |
| Unterhauswahl Jan. 1910 | 0,0 %         | 0/72  |
| Unterhauswahl Dez. 1910 | 0,0 %         | 0/72  |
| Unterhauswahl 1918      | 0,0 %         | 0/73  |
| Unterhauswahl 1922      | 0,1 %         | 1/73  |
| Unterhauswahl 1923      | 0,1 %         | 1/73  |
| Unterhauswahl 1924      | 0,1 %         | 1/73  |
| Unterhauswahl 1929      | 0,1 %         | 1/73  |
| Unterhauswahl 1931      | 0,1 %         | 0/73  |